# Proctarrelabis stigmata
Proctarrelabis stigmata är en insektsart som beskrevs av Navás 1927. Proctarrelabis stigmata ingår i släktet Proctarrelabis och familjen fjärilsländor. Inga underarter finns listade i Catalogue of Life.